# Маринино (Красноярский край)
Маринино — село в Курагинском районе Красноярского края. Является административным центром Марининского сельсовета.

## История
В 1976 г. Указом Президиума ВС РСФСР поселок центральной усадьбы Курагинского молсовхоза переименован в Маринино.

## Население
| 2010 |
| ---- |
| 686  |